# Różan
Różan è un comune urbano-rurale polacco del distretto di Maków, nel voivodato della Masovia.
Ricopre una superficie di 84,1 km² e nel 2004 contava 4 451 abitanti.